# Okularauszug

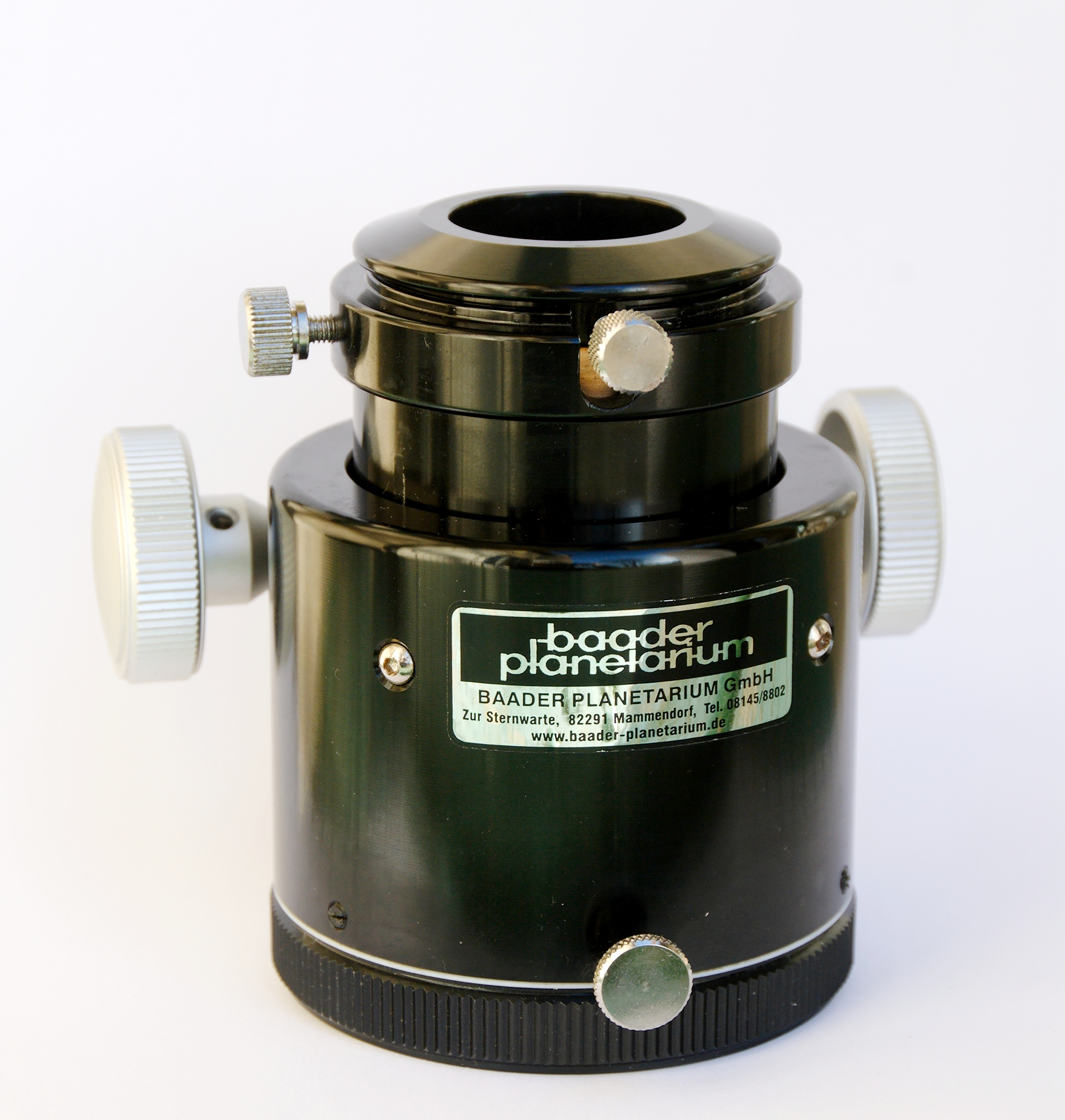
Crayford-Okularauszug

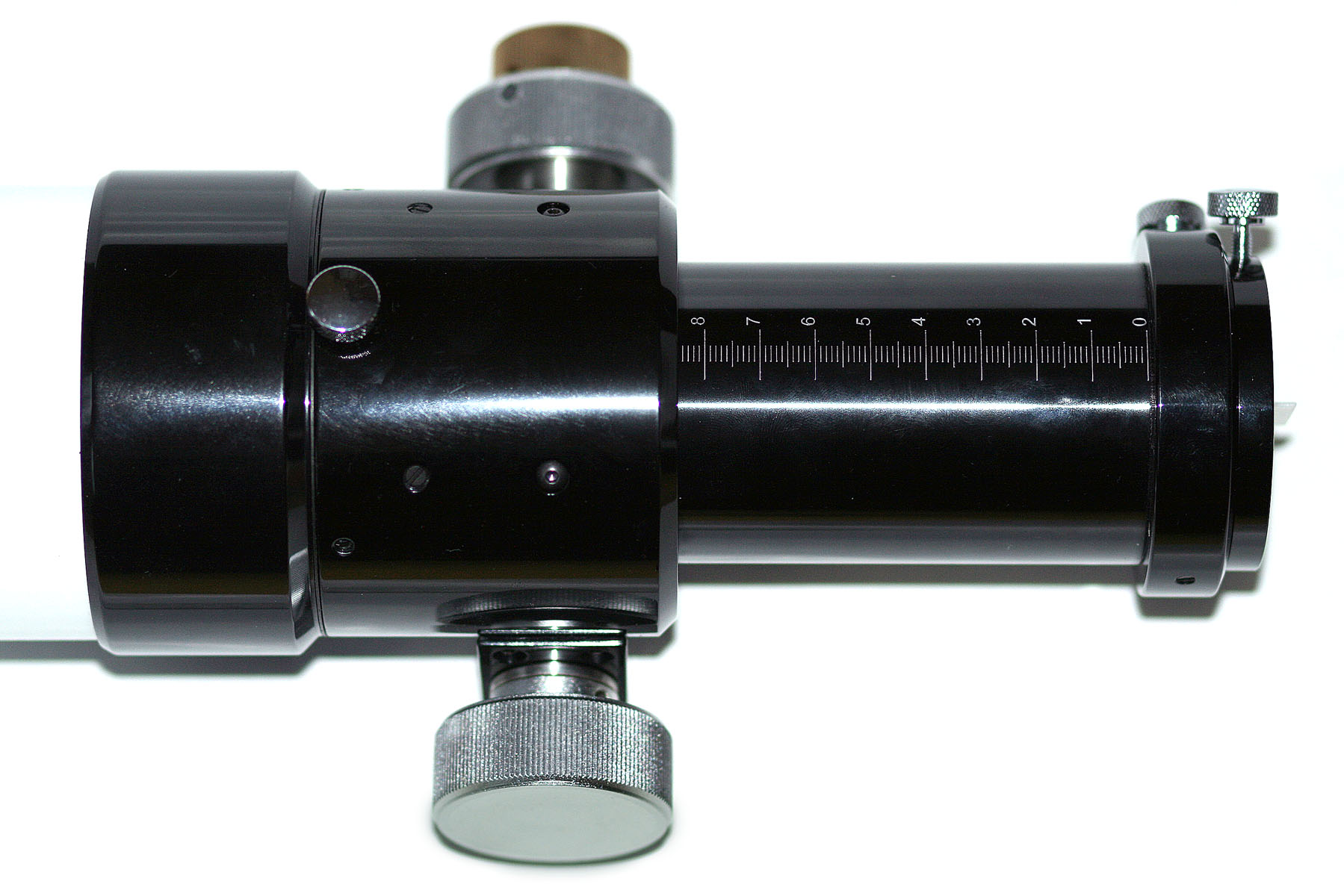
Okularauszug (in diesem Fall an einem Refraktor, etwas schlecht erkennbar am weißen Tubus links im Bild)

Ein Okularauszug (OAZ) ist eine Vorrichtung an einem optischen Instrument (Teleskop, Mikroskop etc.), mit deren Hilfe ein scharfes Bild erzeugt wird.

## Beschreibung
Der Okularauszug wird am Instrument befestigt oder ist fest verbaut und nimmt an seinem offenen Ende das Okular bzw. ein photographisches oder photometrisches Gerät wie bspw. einen (heutzutage i.d. Regel digitalen) Fotoapparat, eine Webcam, ein Spektrometer o. ä. auf. Über eine oder mehrere Rändelschrauben am Okularauszug wird dessen Position entlang der optischen Achse (der Längsachse des Lichtwegs) verschoben, bis die Position des scharfen Bildes gefunden ist. Zur genaueren Einstellung besitzen manche Okularauszüge auch eine Untersetzung. Je nach Teleskopart gibt es verschiedene Okularauszugtypen:
- als Hauptauszug, welcher den gesamten Fokussierweg zurücklegt
- als Hilfsauszug, um eine hochgenaue Fokussierung zu ermöglichen. Z. B. an einem Schmidt-Cassegrain-Teleskop, bei dem die Hauptfokuslage durch Verschieben des Hauptspiegels erreicht wird.

Hauptauszüge sind im Allgemeinen wesentlich länger (im unteren Bild über 8 cm) als Hilfsauszüge; diese sind tlw. nur 2,5 cm lang (oberes Bild).

## Arten

### Zahnstangenauszug
Der Zahnstangenauszug ist eine einfache Methode, den Fokus zu verlegen. Problematisch ist hier das Spiel, das das Antriebszahnrad mit der Zahnstange hat. Es wird häufig durch eine Schicht klebrigen Fetts ausgeglichen, welches die Bewegungen der Teile dämpft.

### Crayford-Auszug
Der Crayford-Auszug wurde 1971 von John Wall in Crayford entwickelt. Sein Antrieb beruht auf einer glatten Stahlwelle, welche auf eine raue Metallfläche am Auszug oder auf den Auszug direkt gepresst wird. Durch den geringen Durchmesser der Welle ist ein sehr genaues Einstellen möglich. Zusätzlich ist oft an einer Seite ein zweiter Drehregler angebracht, welcher über ein Planetengetriebe eine Untersetzung auf ca. 1:10-fach und damit ein noch genaueres Einstellen ermöglicht. Crayford-Auszüge gibt es mit 2-Zoll- 2,5-Zoll- und 3-Zoll-Aufnahmen und entsprechenden Reduzierstücken bis hinunter auf 1,25 Zoll Okularsteckmaß.